# Київська школа економіки
Київська школа економіки (англ. Kyiv School of Economics, KSE) — приватний вищий навчальний заклад у Києві, заснований фондом Віктора Пінчука, працює за принципом неприбуткової організації.

## Історія розвитку
Був заснований 1996 року Консорціумом економічних досліджень та освіти (EERC) та Фондом Віктора Пінчука. 2017 року чотири магістерські програми школи (економічний аналіз, економіка бізнесу і фінансів, бізнес-освіта KSE та публічна політики і врядування) були ліцензовані Міністерством освіти та науки України.
З 2021 року Школа запустила дві освітні програми бакалаврського рівня: Економіка і великі дані та ІТ і бізнес-аналіз. У Школи немає єдиного власника, нею керує незалежна рада директорів на волонтерських засадах та міжнародна академічна рада (до якої належить, зокрема, Нобелівський лауреат Роджер Маєрсон). Президентом KSE є Тимофій Милованов.
В 2025 році школа розширилась і придбала територію колишнього гольф-клубу в парку Наталка на Оболоні.
| 2016 | 2017 | 2022 | 2025 |
| ---- | ---- | ---- | ---- |
| 169  | 250  | 200  | 1100 |

## Принципи освіти
Школа залучає до викладання провідних фахівців західних та українських університетів, які мають значний досвід дослідницької роботи. Навчальний план програми змодельований за зразком економічних і фінансових програм Північної Америки та Західної Європи. Всі студенти забезпечуються найавторитетнішими англомовними підручниками та доступом до сучасних світових економічних та наукових ресурсів. Студенти школи отримують доступ до підписних наукових архівів jstor.org та EBSCOhost. За налагодженою домовленістю студенти економічних програм, що на кінець другого року навчання мають середній бал «B» та вище, крім диплому KSE, можуть також отримати диплом Х'юстонського університету (США).
Студенти школи навчаються у висококонкурентному середовищі заснованому на ефективній рейтинговій системі. Найкращі студенти за рейтингом мають значні пільги у вартості навчання та змогу стати «асистентом викладача» на другому році навчання.
Київська школа економіки здобула міжнародну акредитацію якості CEEMAN (CEEMAN IQA), яка на глобальному рівні підтверджує, що KSE надає відмінну управлінську освіту MBA відповідно до світових стандартів якості.
З березня 2018 року KSE реалізує програму з підприємницької діяльності для ветеранів АТО, яка діє за підтримки Фонду родини Загорій, та створена з метою допомогти учасникам подолати страх і невпевненість перед відкриттям власної справи та зробити крок до нових можливостей у мирному житті.
За 2,5-місяці слухачі програми вивчають основи планування, маркетингу, фінансів, управління персоналом та продажів, розробляють бізнес-план і презентують його перед журі, яке обирає три найкращі проєкти, що отримують заохочувальне мікрофінансування.
Київська школа економіки (KSE) заснувала три меморіальні стипендії на честь загиблих членів своєї спільноти, зокрема Яра Батога. Меморіальні стипендії щороку, починаючи з січня 2025 року, надаватимуть студентам бакалаврату та магістратури. Це більше, ніж просто підтримка — це спосіб зберегти пам'ять про тих, хто віддав своє життя за наше майбутнє, і передати їхні мрії та цінності наступним поколінням.
На 2025 рік, більшість (55%) студентів навчалися безкоштовно завдяки стипендійним програмам, в той час 45% студентів платили за навчання.

## Випускники
Школа ставить за мету побудову інтелектуального фундаменту для успішної України, з 1996 року було випущено 600 студентів, чверть із них отримали західний PhD[джерело?]. Випускники школи працюють у державному (Дмитро Сологуб, Євген Дубогриз), громадському (Вероніка Мовчан, Дмитро Яблоновський) та приватному секторі (Олена Білан, Єгор Григоренко). Юрій Городніченко (випускник KSE'2001) — молодий економіст № 1 у світі у 2007 році згідно з рейтингом RePEc.

## Напрямки освіти
КШЕ складається з 4 департаментів та 7 центрів, які належать до Департаменту економічно-політичних досліджень:
- Департамент економічної освіти
- Департамент бізнес-освіти, програми MBA
- Департамент публічної політики та адміністрування
- Департамент економічно-політичних досліджень. До складу останнього належать:
  - Центр вдосконалення закупівель
  - Центр журналістики
  - Центр аналітики зовнішньої торгівлі Trade+
  - Консалтинговий центр медичних технологій
  - Центр економіки охорони здоров'я
  - Центр макроекономічного моделювання
  - Центр аналізу публічних фінансів та публічного управління

## Викладачі
Міжнародна академічна рада Київської школи економіки складається з 11 членів.
Голова Міжнародної академічної ради — Юрій Городніченко — професор Університету Каліфорнії в Берклі; KSE'2001
Члени Міжнародної академічної ради:
- Чарльз Бекер — голова факультету економіки Університету Дюка
- Майкл Бурда — професор Школи бізнесу та економіки Берлінського університету ім. Гумбольдта
- Вікторія Гнатковська — професор Університету Британської Колумбії у Ванкувері; KSE'2000
- Дмитро Голод — декан у коледжі бізнесу в Державному університеті Нью-Йорка (SUNY); KSE'2000
- Пол Грегорі — професор Х'юстонського університету
- Роджер Маєрсон — Нобелівський лауреат 2007, професор Університету Чикаго
- Тимофій Милованов — Почесний президент KSE, професор Піттсбурзького університету; KSE'1999
- Анна Нагірна — професор Ісенбергзької школи менеджменту Університету Массачусетсу в Амхерсті
- Ларрі Самуельсон — професор Єльського університету
- Костянтин Сонін — професор Університету Чикаго і Вищої школи економіки

Рада директорів Київської школи економіки складається з 14 членів та 2 старших радників.
Члени Ради директорів:
- Анна Нагірна — професорка Ісенберзької школи менеджменту Університету Массачусетсу в Амхерсті
- Томаш Фіала — генеральний директор Dragon Capital
- Алекс Ліссітса — президент Асоціації «Український Клуб Аграрного Бізнесу»
- Торбьорн Бекер — директор Стокгольмського інституту перехідної економіки (SITE)
- Олена Білан — головна економістка у Dragon Capital; KSE'2002
- Джон Гербст — директор Атлантичної Ради Центру Євразії імені Діну Патріціо
- Святослав Вакарчук — музикант, громадський активіст
- Юрій Городніченко — голова Міжнародної академічної ради KSE, професор Університету Каліфорнії в Берклі; KSE'2001
- Тимофій Милованов — президент KSE, професор Пітсбурзького університету, міністр розвитку економіки, торгівлі та сільського господарства (2019-20); KSE'1999
- Пітер Чернишов — експрезидент «Київстар»
- Олександр Жолудь — головний експерт Департаменту монетарної політики та економічного аналізу Національного банку України
- Макар Пасенюк — партнер-засновник Investment Capital Ukraine LLC
- Олександр Кравченко — партнер McKinsey & Company
- Єгор Григоренко — партнер Deloitte, керівник департаменту консалтингу Deloitte в Україні, KSE'2001

Старші радники:
- Андерс Ослунд — старший радник Ради директорів; старший науковий співробітник Атлантичної Ради Центру Євразії імені Діну Патріціо
- Регіна Ян — старша радниця Ради директорів; виконавча директорка у PCORI; старша радниця фонду Євразія

## Студентське життя
Студенти Школи активно залучені у формування порядку денного. Представники усіх довгострокових студентських програм беруть участь у щомісячній зустрічі керівництва школи, під час якої визначаються напрямки розвитку навчального закладу. Студенти організували Finance Club, Case Club та Business Literature Club, куди запрошують успішних людей, які діляться своїм досвідом і дають практичні рекомендації з розвитку в обраній сфері.
У Київській школі економіки щорічно проводиться декілька студентських олімпіад, Case Champ, Chess Champ. Восени у 2017 році був започаткований студентський турнір «Що? Де? Коли?» з економічним спрямуванням.

## Заходи
Київська школа економіки кілька разів на місяць проводить відкриті лекції, спікерами яких були Севгіль Мусаєва, головна редакторка «Української правди», Олег Іванцов, на той час головний редактор Ліга.net, Даг Деттер, автор книги «Державне багатство народів», Айварас Абромавичус, міністр економічного розвитку і торгівлі України (2014—2016), Діта Чаранзова, член Європарламенту, та інші.
У 2017 році KSE провела дві серії подій Ukraine Economy Week. У травні — спільно з Національним банком України. У вересні — спільно з компанією ICU.
У 2020 році KSE провела Business Transformation Week, серія заходів, організованих школою з метою обговорення цифрової трансформації (запланованої чи антикризової) та ролі ІТ у процесі змін. У заході взяли участь 11 спікерів-практиків в рамках чотирьох тематичних панелей, та говорили про свій досвід бізнес-трансформацій.

## Інтернет-ресурси
- Офіційний сайт
- KSE Institute
- Russia Will Pay
- Global Minds 4 Ukraine